# Humedal Urbano Parque Humedal Baquedano
El Humedal Urbano Parque Humedal Baquedano es un humedal de 0,3 hectáreas ubicado en la comuna de Llanquihue, Región de Los Lagos. En enero de 2023, el Humedal Urbano Parque Humedal Baquedano es declarado legalmente como humedal urbano.

## Antecedentes
Esta ciudad cuenta con un sistema interconectado de humedales y esteros en el eje urbano, con conexión superficial y subterránea al lago Llanquihue y río Maullín, consistiendo este sistema en un entramado de naturaleza altamente intervenida en medio de la ciudad. Debida a la casi ausente planificación territorial, la ciudad ha sufrido una gran pérdida de su complejo sistema hídrico. Actualmente, se mantienen solo 4 humedales: Baquedano, El Loto, Los Helechos y Las Ranas.  Estos humedales albergan más de 70 especies de aves, 100 especies de plantas y 20 especies de peces nativos. En la ciudad se puede observar alberga cerca del 50% de las especies aves migratorias de Chile. 
Los humedales, que son ecosistemas que se caracterizan por una gran presencia de humedad y que en muchos casos están cubiertos regularmente con agua, en general proveen varios servicios ecosistémicos. Los servicios más importantes que proveen los humedales de Llanquihue son la protección ante desastres naturales tales como plagas, sequías e inundaciones. Los humedales como ecosistema en general son capaces de proveer son otros servicios, tales como la provisión de agua limpia, control de crecidas de ríos, recarga de aguas subterráneas, el mejoramiento de la calidad del aire y de la vida silvestre, la provisión bellezas escénicas y paisajísticas, entre otros. Muchos humedales son además grandes almacenadores de carbono.
A pesar de su importancia para la humanidad, los humedales son a menudo considerados erróneamente como terrenos baldíos, es decir, como lugares que se deben drenar, rellenar, quemar y convertir a otros usos. De hecho, estudios científicos estiman que desde el año 1900 la humanidad ha destruido al menos el 64% de los humedales de todo el planeta.
En el caso específico de Llanquihue, las amenazas directas a sus humedales son las especies exóticas invasoras, tales como perros vagos y el loto, el relleno e impermeabilización de humedales, el depósito ilegal de basura y escombros, residuos líquidos industriales y la extracción ilegal de madera, además de la baja apropiación social.
Cerca del 50% por ciento de las especies aves migratorias de Chile pasan en algún momento por los humedales Llanquihue. Por lo mismo, lo que sucede en la ciudad de Llanquihue, tiene un impacto a nivel global. Lo anterior es considerando que los humedales sirven como sitio de descanso y anidamiento de estas aves migratorias, por lo que su destrucción implica la pérdida de estas aves.

## Iniciativas de conservación

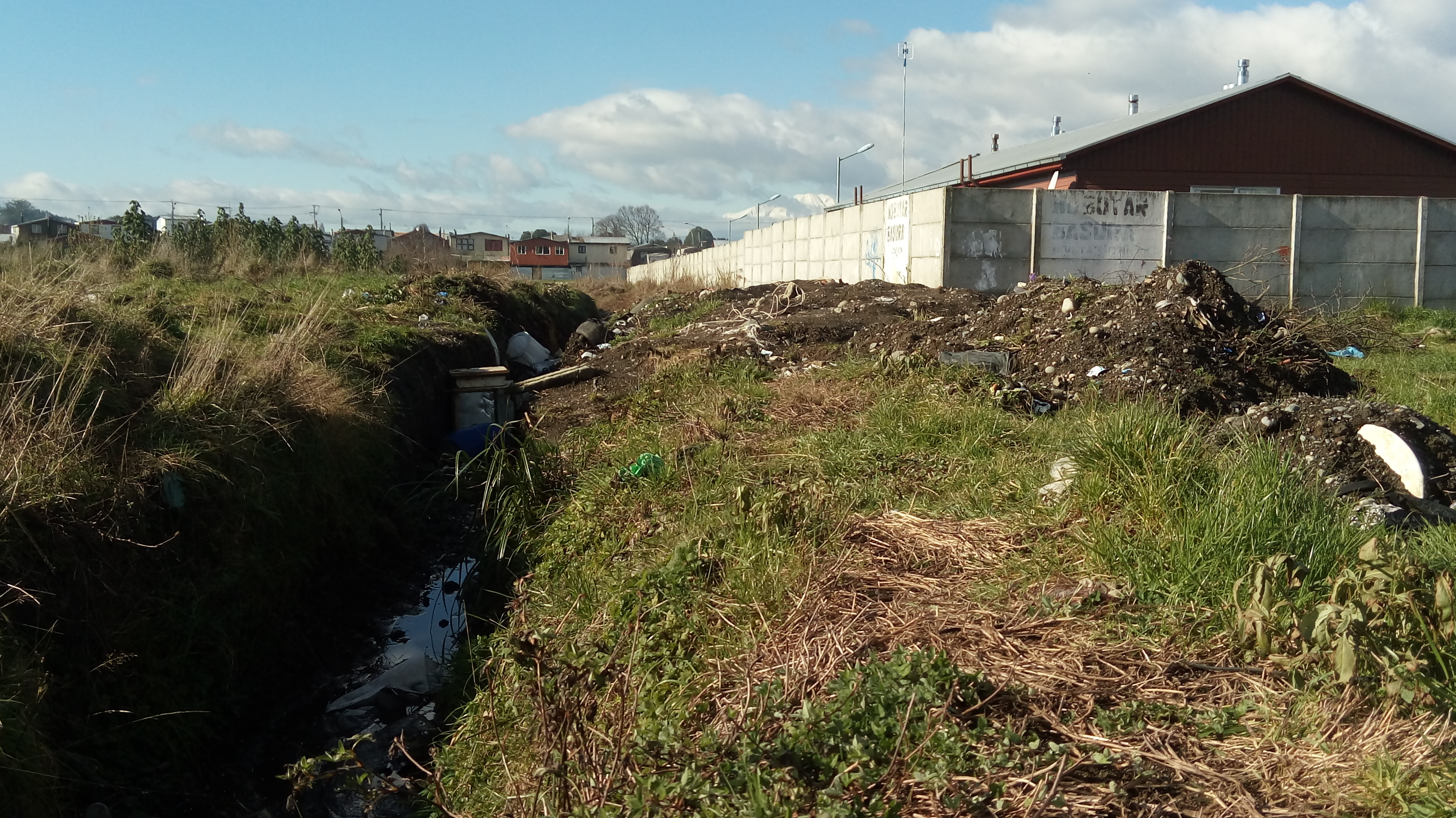
Escombros y residuos en el sistema hídrico de la ciudad de Llanquihue. En la pared se lee "No botar basura. Multa 2 UTM". Una mala gestión de los residuos es una de las principales amenazas a los humedales de la ciudad.

Fundación Legado Chile ha realizado durante el año 2017 un Plan de Acción Medioambiental, que es la adaptación de los Estándares Abiertos para la Conservación, que involucra procesos de manejo adaptativo y que provee un marco conceptual de trabajo para el diagnóstico, diseño, implementación, monitoreo y evaluación de proyectos ambientales. Este plan es un prototipo de innovación social que basa su funcionamiento en la participación de las comunidades, donde ellas mismas, en conjunto con tomadores de decisiones y expertos, definen sus problemáticas ambientales y formulan los proyectos requeridos, facilitando la gestión y el financiamiento de proyectos con base en diagnósticos consensuados, y contando con el apoyo constante de profesionales urbanistas, planificadores territoriales y ecólogos. De este trabajo con la comunidad, Fundación Legado Chile identificó 10 lugares prioritarios de conservación en Llanquihue, de los cuales se han creado planes de trabajo para seis: Humedal Baquedano, Humedal El Loto, Humedal Los Helechos, Humedal Las Ranas, Estero Teodosio Sarao y desembocadura del Río Maullín.
Adicionalmente, el mismo año se conformó la organización ciudadana "La Rueda" de Llanquihue, que tiene por objeto velar por el desarrollo sustentable de la ciudad. Los integrantes de La Rueda son vecinos de la localidad y algunos miembros de instituciones como Legado de Chile y ONG Canales, además de funcionarios municipales y vecinos en general, por lo cual, es una organización transversal para tratar los intereses de la comunidad llanquihuana.
También han trabajado en la zona la consultora Patagua y la ONG Servicio País.  

#### Plan de Infraestructura Verde
La fundación, en conjunto con el Magíster de Arquitectura del Paisaje de la Universidad Católica y el municipio han implementado un plan para proyectar para la ciudad un potencial aproximado de 800 mil metros cuadrados de áreas verdes urbanas, lo cual implicaría un índice de cerca de 50 m² por habitante. Con esto, Llanquihue se transformaría en la ciudad en Chile con mayor índice de áreas verdes por habitante. Con casi 10 mil m² de superficie y un presupuesto de 92 millones de pesos chilenos, el proyecto Parque Humedal Baquedano es el primer proyecto del plan de infraestraestructura verde adjudicado por el Municipio de Llanquihue para su financiamiento al Fondo Regional de Iniciativa Local, un fondo del Gobierno Regional de la región de Los Lagos. La construcción del Parque Humedal Baquedano, la cual se llevará a cabo durante el año 2018, busca poner en valor este ecosistema por ser uno de los humedales con mayor presión y en peor estado de conservación. El proyecto consiste en equipar al Humedal Baquedano con un sistema de pasarelas que formarán un paseo peatonal, dando gran importancia a este espejo de agua tanto para la comunidad y el medio ambiente.
Actualmente. los escombros que se desechan y los microbasurales que se forman en el interior de los humedales y la progresiva disminución de sus superficies desde el año 1960, tienen a los humedales  en un muy mal estado de salud.  Específicamente, el humedal Baquedano ha sufrido rellenos en torno a sus bordes, lo que ha empobrecido considerablemente la presencia de vegetación nativa, quedando expuesto a la contaminación y a su degradación.

#### Monitoreo de humedales
La fundación llevará a cabo un sistema de monitoreo  a través de metodologías tradicionales tradicionales, como por ejemplo medidas de temperatura, ph y registro de invertebrados. Además, se realizará un monitoreo de los humedales a través del  con Internet de las Cosas, buscando posicionar a Llanquihue como una ciudad inteligente.  A la fecha el lago ha alcanzando la declaratoria destino turístico inteligente (DTI).
Para efectos del monitoreo, se utilizarán sensores que se instalarán en los humedales y medirán las siguientes variables: 
1. Oxígeno disuelto, ya que esto permitirá monitorear peces, zooplancton y bacterias.
2. Concentración de iones, ya que esto permitirá medir los nitratos y fosfatos.
3. Turbidez, para efectos de medir la cantidad de material suspendido.
4. Temperatura, para efectos de medir procesos vitales de los organismos vivos.
5. Conductividad eléctrica del agua, lo que permitirá medir el equilibrio osmótico.

#### Protección legal de los humedales y políticas públicas
A nivel internacional, en 2015, la ONU aprobó la Agenda 2030 sobre el Desarrollo Sostenible. La Agenda cuenta con 17 Objetivos de Desarrollo Sostenible, que incluyen, entre otras metas, la eliminación de la pobreza, el combate al cambio climático y el diseño de las ciudades. Específicamente, la meta desarrollo sostenible (ODS) número 15, que incluye detener la pérdida de biodiversidad, tiene por uno de sus objetivos el siguiente: "Para el año 2020, velar por la conservación, el restablecimiento y el uso sostenible de los ecosistemas terrestres y los ecosistemas interiores de agua dulce y los servicios que proporcionan, en particular los bosques, los humedales, las montañas y las zonas áridas, en consonancia con las obligaciones contraídas en virtud de acuerdos internacionales".
Sin embargo, a diciembre del año 2017, la municipalidad aún no presenta su ordenanza para el cuidado de los humedales, lo cual ha permitido que todavía se construya encima de estos ecosistemas amenazados. En efecto, el Centro de Formación Técnica que ha propuesto el segundo gobierno de Michelle Bachelet se emplazará justo enfrente del Humedal el Loto, lo cual generará impacto ambiental en los sitios de anidamiento de las aves. Por lo mismo, las senadoras Isabel Allende (PS), Adriana Muñoz (PPD), así como los senadores Alfonso de Urresti (PS), Patricio Walker (DC) y Víctor Pérez (UDI), han presentado un proyecto de ley que obliga a los municipios a dictar ordenanzas municipales para el cuidado de los humedales, además de integrarlos a la ley 19.300 sobre Bases Generales de Medio Ambiente y en la Ley General de Urbanismo y Construcciones de Chile.
En el año 2017, se aprobó una norma que considera la protección de los humedales naturales y artificiales en el marco del proyecto que crea el Servicio de Biodiversidad y el Sistema de Áreas Protegidas. A pesar de que dicho proyecto es una de las primeras 50 medidas de los primeros 100 días del segundo gobierno de Bachelet, el proyecto aún no es ley de la república, lo cual ha generado llamados de parlamentarios a aprobarlo. El Senador De Urresti (PS) se ha abogado por la defensa por los humedales urbanos en dicho proyecto y en otras instancias.
En definitiva, a diciembre del año 2017, estos humedales no gozan ningún tipo de protección especial más que el derecho de propiedad que tiene la municipalidad o los privados sobre ellos, pudiendo ser rellenados e impermeabilizados sin necesidad de autorización previa o ningún estudio de impacto ambiental.

## Creación del humedal urbano
El Parque Humedal Baquedano, de 0,3 hectáreas fue oficialmente reconocido como humedal urbano en enero de 2023 por el Ministerio del Medio Ambiente, y posteriormente publicado en el Diario Oficial.
Este proyecto, concretado en 2017 con financiación del Gobierno Regional de Los Lagos, fue llevado a cabo por el Magíster en Arquitectura del Paisaje, la Fundación Legado de Chile y la Municipalidad de Llanquihue.
Además, fue destacado en la exposición chilena durante la Bienal de Arquitectura en Venecia, Italia, entre mayo y noviembre de 2023.